# Kōichi Itagaki
Kōichi Itagaki (板垣 公一, Itagaki Kōichi, né le 12 novembre 1947) est un entrepreneur et astronome japonais, résidant à Teppo-cho, préfecture de Yamagata. Il observe le ciel depuis son propre observatoire, appelé l'Itagaki Astronomical Observatory, dont le code international est D94.

## Découvertes
Itagaki a découvert en 2004 3 astéroïdes depuis nommés, (117350) Saburo, (134069) Miyo, (189261) Hiroo. Il est également à l'origine de la découverte de la comète C/2009 E1 (Itagaki), qui porte son nom, et de la co-découverte ou redécouverte de deux autres comètes : la première, la comète C/1968 H1 (Tago-Honda-Yamamoto), dont il n'a pas pu signaler immédiatement la découverte, laquelle a finalement été attribuée à trois autres observateurs japonais ; et la seconde, la comète 205P/Giacobini, qui fut une redécouverte, importante cependant, car elle eut lieu 111 ans après sa dernière observation en 1896. Il a également découvert cinq novae dans la nébuleuse M31.
En 2021, Itagaki est le découvreur ou codécouvreur de 106 supernovae extragalactiques dont SN 2018zd.

## Récompenses
Il a reçu le prix Edgar-Wilson en 2009. En son honneur l'astéroïde 1997 UN8 a été nommé (14551) Itagaki.